# Olpitrichum patulum
Olpitrichum patulum är en svampart som först beskrevs av Sacc. & Berl., och fick sitt nu gällande namn av Hol.-Jech. 1974. Olpitrichum patulum ingår i släktet Olpitrichum, divisionen sporsäcksvampar och riket svampar.   Inga underarter finns listade i Catalogue of Life.